# Chłopy
Chłopy is een plaats in het Poolse district  Koszaliński, woiwodschap West-Pommeren. De plaats maakt deel uit van de gemeente Mielno en telt 223 inwoners.

## Galerij

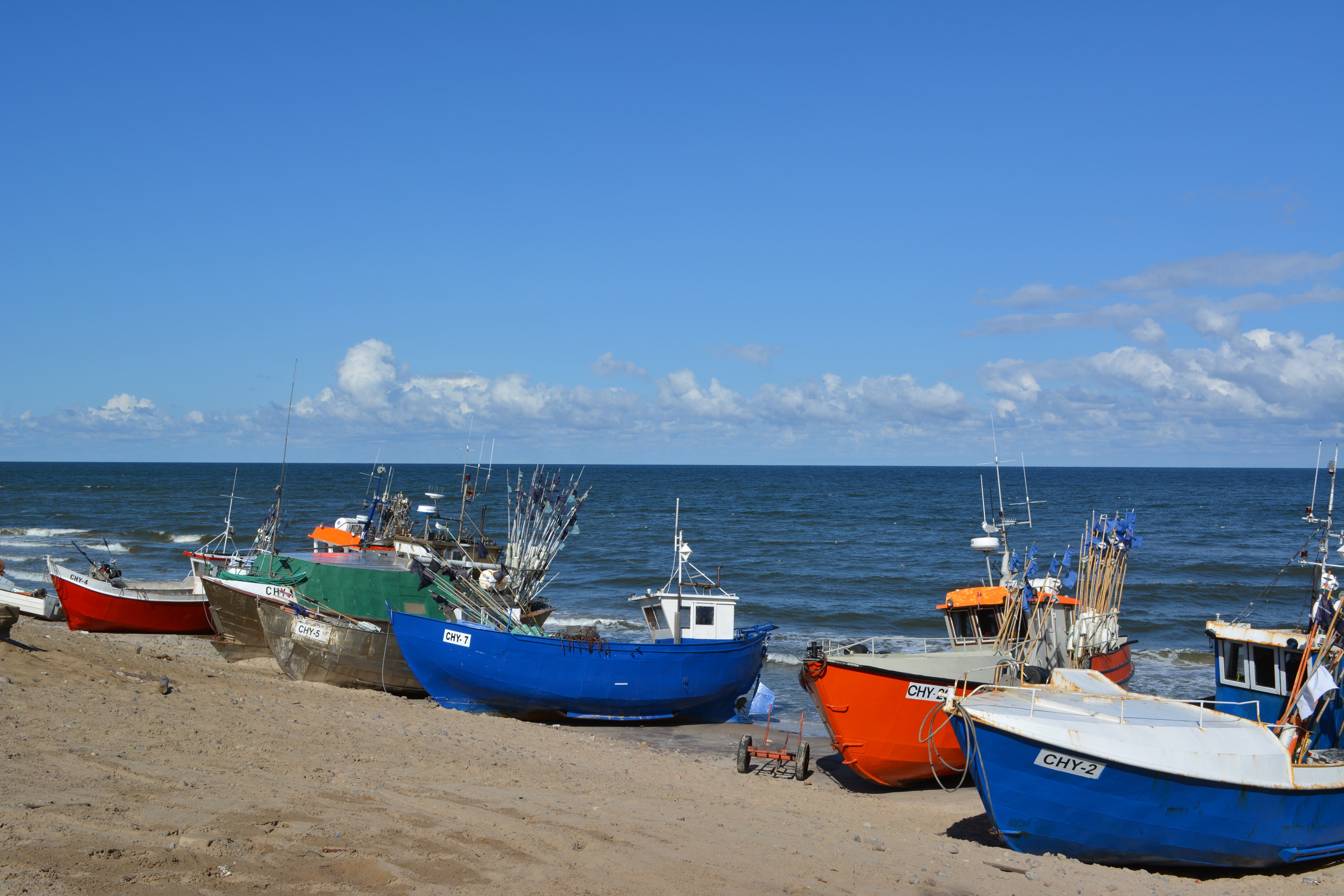
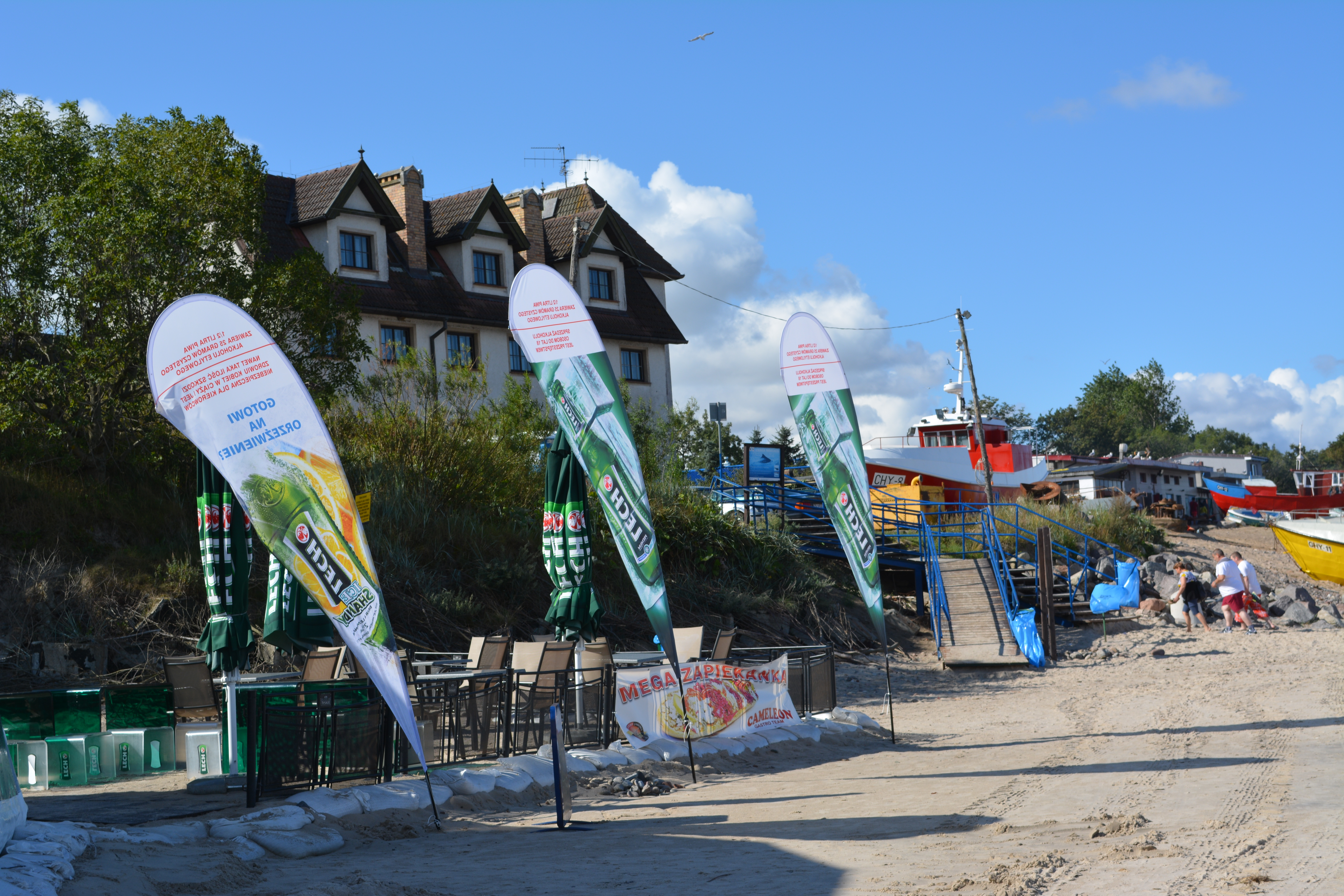
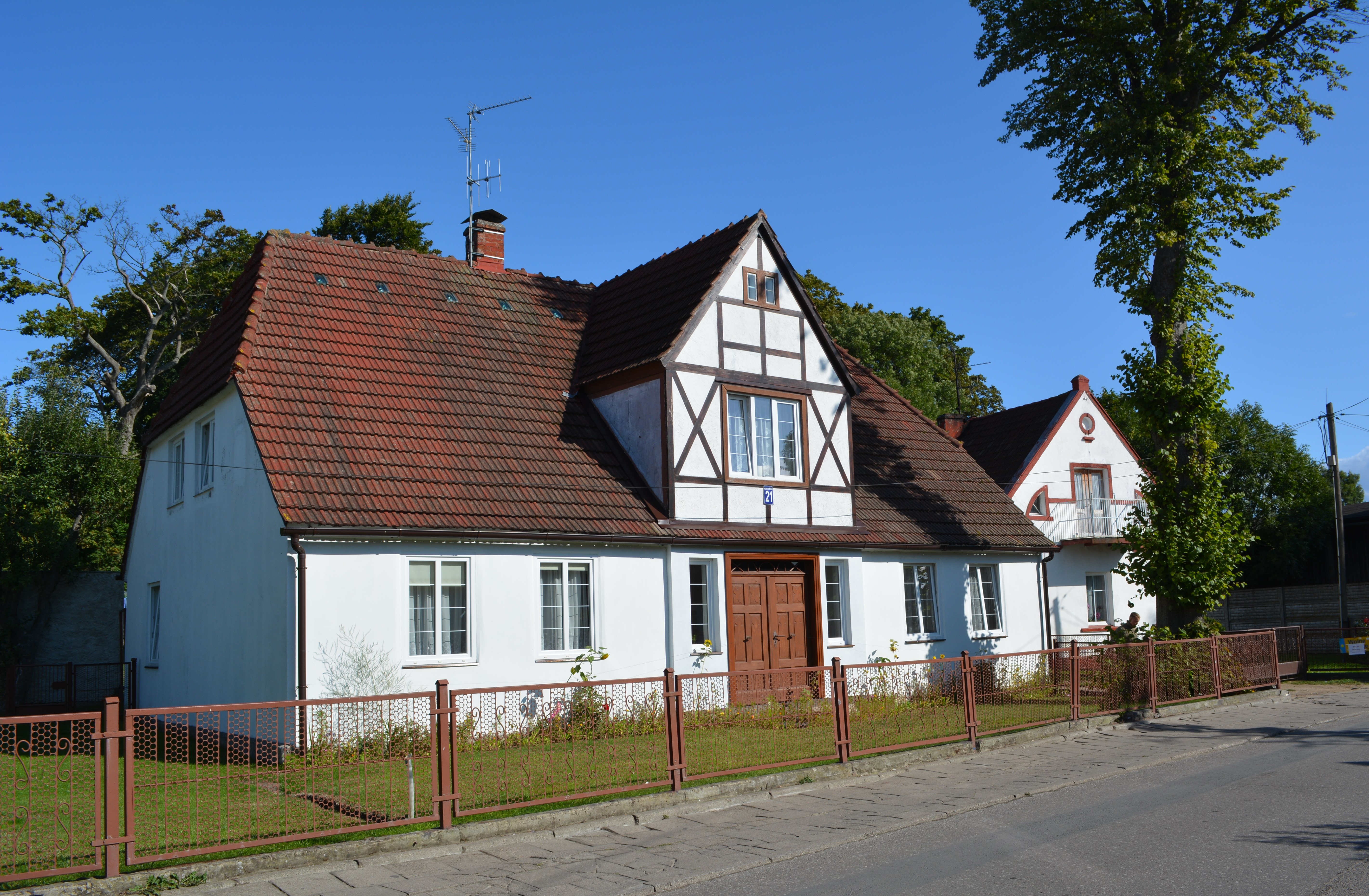
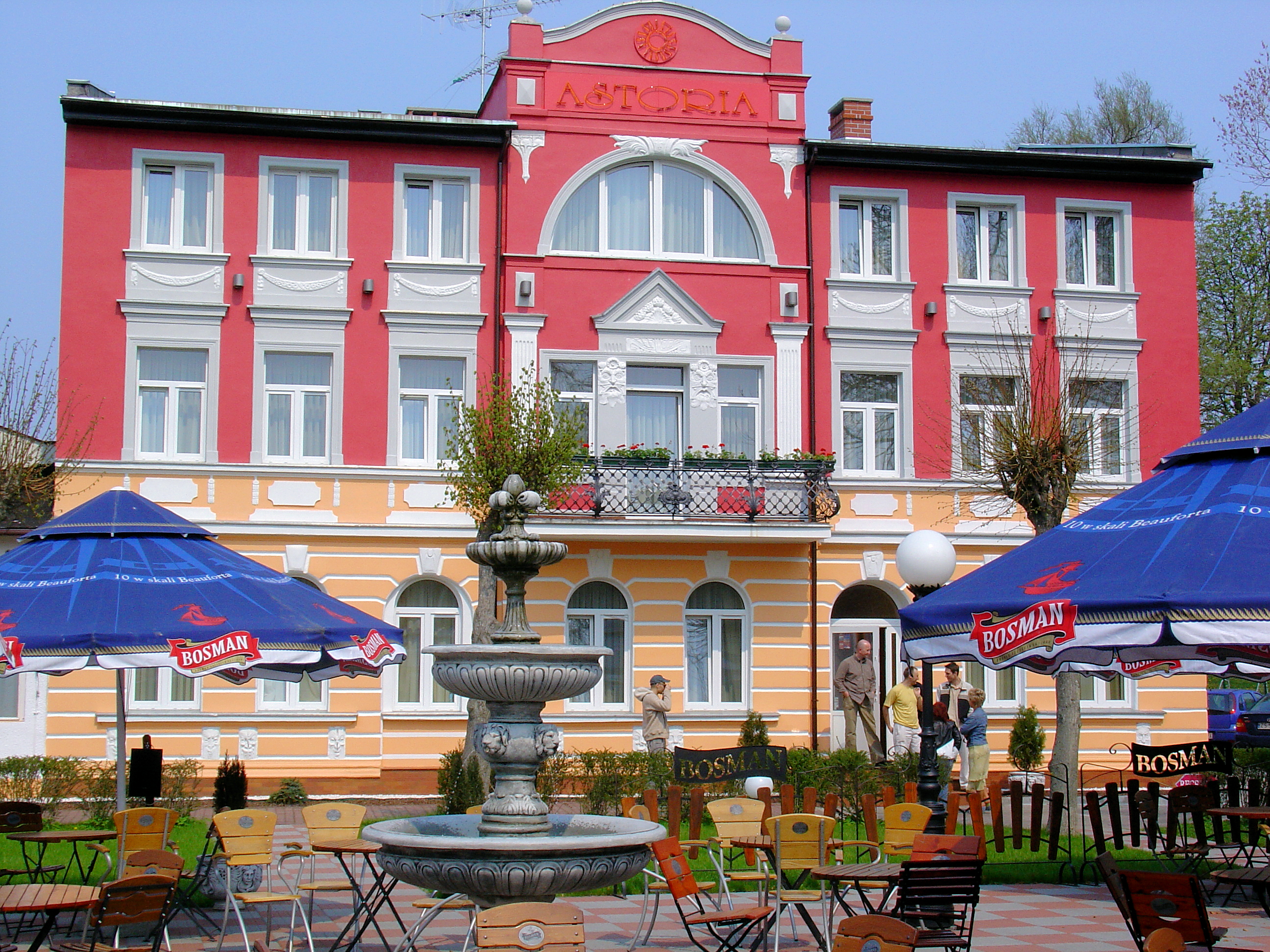